# Anacortes
Anacortes é uma cidade localizada no estado norte-americano de Washington, no Condado de Skagit.

## Demografia
Segundo o censo norte-americano de 2000, a sua população era de 14.557 habitantes. 
Em 2006, foi estimada uma população de 16.633, um aumento de 2076 (14.3%).

## Geografia
De acordo com o United States Census Bureau tem uma área de 
36,7 km², dos quais 30,5 km² cobertos por terra e 6,2 km² cobertos por água.

## Localidades na vizinhança
O diagrama seguinte representa as localidades num raio de 24 km ao redor de Anacortes. 